# 布根蘭克羅埃西亞語
布根蘭克羅埃西亞語是克羅埃西亞語的方言之一，使用者是居住在奧地利、匈牙利、捷克、斯洛伐克的克羅埃西亞人，主要集中在奧地利的布尔根兰州。據2001年一份官方報告，布根蘭克羅埃西亞語的使用人口有19412人。